# Oryctanthus grandis
Oryctanthus grandis är en tvåhjärtbladig växtart som beskrevs av J. Kuijt. Oryctanthus grandis ingår i släktet Oryctanthus och familjen Loranthaceae. Inga underarter finns listade i Catalogue of Life.